# Rue des États-Généraux
La rue des États-Généraux est une voie du quartier des Chantiers de Versailles, en France.

## Situation et accès
La rue des États-Généraux est une voie publique située dans le quartier des Chantiers de Versailles. Elle débute au 8, avenue de Paris et se termine au niveau de la place Poincaré, où débouchent également la rue des Étangs-Gobert, le parvis Colonel-Arnaud-Beltrame, la rue de l'Abbé-Rousseaux, la rue des Chantiers et la rue Benjamin-Franklin.
Elle est une composante de la RD 186, ancienne RN 186.

## Origine du nom
La rue des États-Généraux tire son nom du fait qu'elle longe l'hôtel des Menus-Plaisirs, situé au 22, avenue de Paris, et où se sont réunis les 1 200 députés convoqués pour les États généraux de 1789 dont la séance inaugurale s’ouvre le 5 mai 1789 en présence du roi.
La salle des États-Généraux était construite dans l’espace compris entre l’hôtel des Menus-Plaisirs et le mur qui donne sur l’actuelle rue des États-Généraux. La salle venant jusqu’au bord de la rue, l’entrée du public était de ce côté (celle sur l’avenue de Paris ayant été réservée pour le roi).

## Historique
Au 18e siècle, la rue reliant l'avenue de Paris à l'actuelle intersection avec la rue de Noailles portait le nom de rue des Chantiers, qui tenait son nom des nombreux chantiers de bois à brûler qui s’y trouvaient autrefois.
Au-delà, jusqu'au niveau de l'actuelle Place Poincaré, la rue prenait le nom de rue du Chenil-Dauphin, du fait de la présence des bâtiments de la vénerie royale (administration et logements des officiers et équipages des chasses).
L'intégration de Montreuil à Versailles en 1787 conduisit la rue à être prolongée jusqu'à l'intersection avec la Rue Albert-Sarraut.
De 1793 à 1806, les deux parties réunies furent renommées rue du Contrat-Social. Elles reprirent ensuite conjointement le nom de rue des Chantiers, qu'elles conservèrent jusqu'en 1935.
En 1935, la partie de la rue comprise entre l'avenue de Paris et la place Poincaré prit son nom actuel de rue des États-Généraux. Le reste de la rue, entre la place Poincaré et la rue Albert-Sarraut, reste nommée rue des Chantiers, alors qu'elle ne correspond en aucun cas à la partie désignée sous ce nom au 18e siècle.
Avant la Révolution, cette rue était partagée entre Versailles et Montreuil, la barrière se trouvant d’abord au niveau de la rue Saint-Martin (rue de l’Assemblée-Nationale) puis au niveau de la rue de Noailles.